# 岡本幸一郎
岡本 幸一郎（おかもと こういちろう、1968年5月24日 - ）は、日本のモータージャーナリスト。日本自動車ジャーナリスト協会（AJAJ）会員。日本カー・オブ・ザ・イヤー選考委員。

## 来歴
富山県滑川市生まれ。父の仕事の関係で幼少期を神奈川県横浜市港北区で送る。
1975年、神奈川県横浜市立城郷小学校入学。このとき俳優の内野聖陽とクラスメートとなる。
1976年、富山県滑川市立寺家小学校へ転校。
1981年、富山県滑川市立寺家小学校卒業。
1984年、富山県滑川市立滑川中学校卒業。
1987年富山県立富山中部高等学校卒業。
1991年、学習院大学法学部政治学科卒業。
1992年、講談社グループの2&4モータリング社入社、『ベストモータリング』編集部員となる。
1998年、フリーランスのモータージャーナリストとして活動開始。
2004年、日本自動車ジャーナリスト協会会員となる。
2008年、日本カー・オブ・ザ・イヤー選考委員となる。

## 著書・主筆関連媒体
- Car Watch
- レスポンス
- モーターマガジン （モーターマガジン社）
- GetNavi （学研パブリッシング）
- Goo （プロトコーポレーション）
- ベストカー
- CARトップ
- EV DAYS
- くるまのニュース
- すべてシリーズ
- カー・アンド・ドライバー
- 価格.comマガジン
- 本気のクルマ選び2010 （洋泉社）
- 本気のクルマ選び2009 （洋泉社）
- クルマ完全採点簿2008 （洋泉社）
- 本気のクルマ選び2008 （洋泉社）
- 本気のクルマ選び2007 （洋泉社）